# Arthur Bisguier
Arthur Bernard Bisguier (ur. 8 października 1929 w Nowym Jorku, zm. 5 kwietnia 2017 w Framingham) – amerykański szachista i dziennikarz, arcymistrz od 1957 roku.

## Kariera szachowa

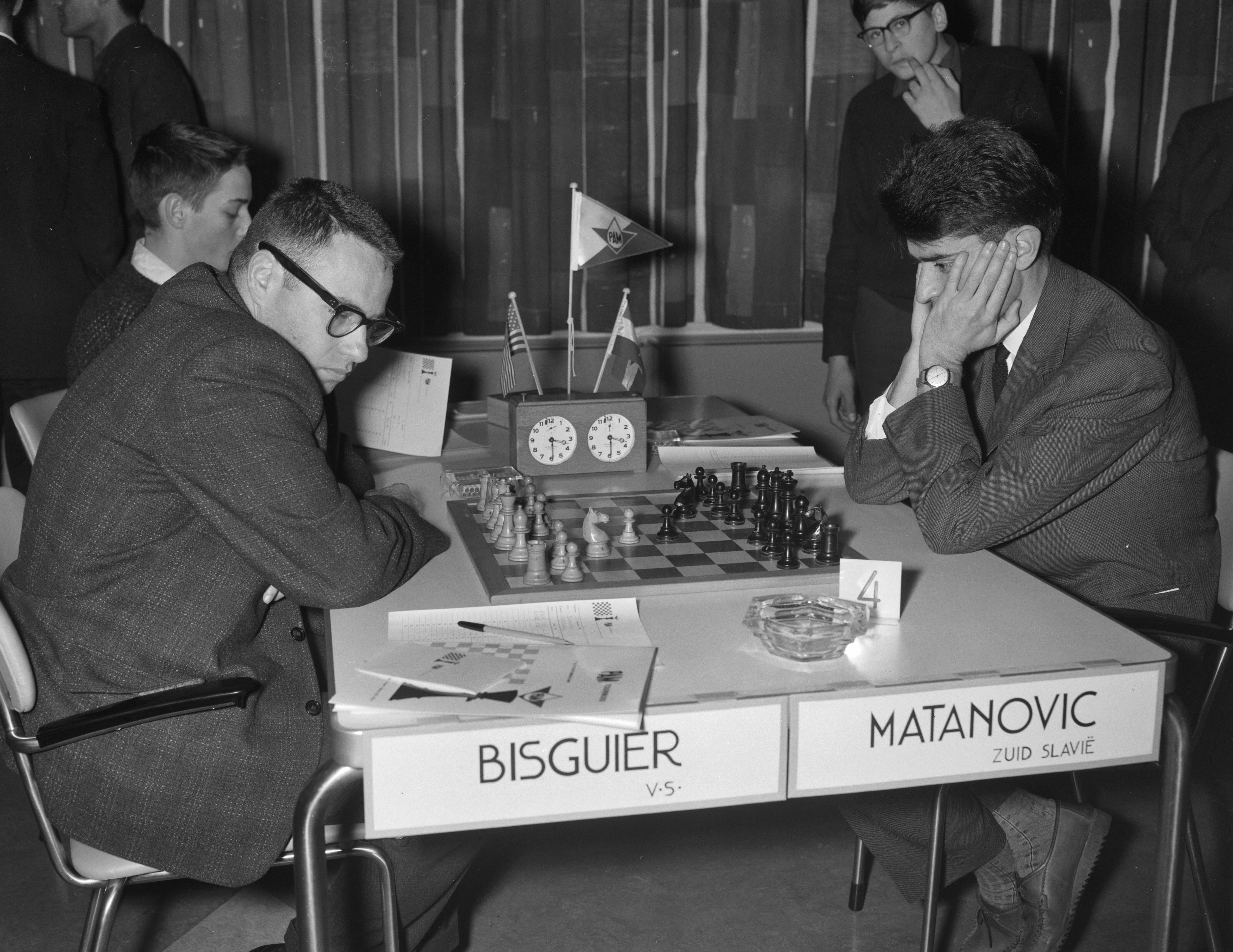
Bisguier vs. Matanovic (Utrecht, 1961)

W szachy nauczył się grać w wieku 4 lat. W 1948 i 1949 roku dwukrotnie zwyciężył w mistrzostwach Stanów Zjednoczonych juniorów. W pierwszych latach 50. XX wieku awansował do ścisłej czołówki amerykańskich szachistów. Trzykrotnie (1950, 1956, 1959) triumfował w otwartych mistrzostwach USA, natomiast w roku 1954 zdobył tytuł indywidualnego mistrza kraju. Wielokrotnie reprezentował Stany Zjednoczone w turniejach drużynowych, m.in. pięciokrotnie na olimpiadach szachowych (w latach 1952, 1958, 1960, 1964, 1972), w 1960 zdobywając wspólnie z drużyną srebrny medal. Dwukrotnie uczestniczył w turniejach międzystrefowych (eliminacji mistrzostw świata), w Göteborgu (1955) zajmując XVIII, a w Sztokholmie (1962) - XVI miejsce.
Do sukcesów Arthura Bisguiera w turniejach międzynarodowych należą m.in.: dz. I m. w Southsea (1950, wraz z Ksawerym Tartakowerem), I m. w Wiedniu (1952/53), II m. w Nowym Jorku (1956, za Samuelem Reshevskim), dz. II m. w San Juan (1969, wraz z Bruno Parmą i Walterem Browne, za Borisem Spasskim), II m. w Maladze (1971, za Arturo Pomarem Salamanką), dz. II-III m. w Birmingham (1973), I m. w Lone Pine (1973), II m. w Quito (1977) oraz dz. II-IV m. w Nowym Jorku (1979).
Przez wiele lat był stałym współpracownikiem szachowego magazynu Chess Life. W roku 2003 wydał autobiografię pt. The Art of Bisguier (ISBN 0-9740156-0-1).
Według systemu Chessmetrics, najwyższy ranking osiągnął w grudniu 1956, z wynikiem 2634 punktów zajmował wówczas 32. miejsce na świecie.